# Bre Blair
Bre Blair (ur. 29 kwietnia 1981 w Kanadzie jako Sarah Brianne ) – kanadyjska aktorka filmowa i telewizyjna.
Pierwszą poważną rolę zagrała w roku 1995, wcielając się w postać Stacey McGill w familijnym filmie Klub Baby-Sitter (The Baby-Sitters Club). Na ekranie towarzyszyła Ellen Burstyn, Rachael Leigh Cook oraz Larisie Oleynik. W 2000 roku jako Stacy Twelfmann, filmowa dziewczyna Jesse’ego Bradforda, pojawiła się na drugim planie w slasherze Krew niewinnych (Cherry Falls). Gościnnie zagrała w popularnych amerykańskich serialach telewizyjnych: Chirurdzy (Grey’s Anatomy, 2008), Życie na fali (The O.C., 2007), Czarodziejki (Charmed, 2004), Bez skazy (Nip/Tuck, 2006), Jednostka (The Unit, 2008) oraz Miłość z o.o. (Love, Inc., 2006).
Obecnie Blair mieszka w Los Angeles.